# Émilie Noulet
Émilie Noulet, née le 2 mai 1892 à Auderghem et morte le 7 août 1978  à Coxyde, est une romaniste, une historienne de la littérature et une critique littéraire belge.

## Biographie
Émilie Noulet fut d’abord professeur dans l’enseignement primaire.
À partir de 1918, elle étudia la philologie romane à Bruxelles avec Gustave Charlier. Elle obtint son doctorat en 1924 avec une thèse consacrée à Léon Dierx et enseigna ensuite dans le secondaire. Dans les années 1930, elle fut l’assistante de Gustave Charlier et se consacra à L’Œuvre poétique de Stéphane Mallarmé, sa thèse d’agrégation de l’enseignement supérieur.
Ayant épousé en 1937 le poète catalan exilé Josep Carner i Puig-Oriol (1884-1970), elle l’accompagna, avant le déclenchement de la guerre, au Mexique où elle resta durant tout le conflit. Elle y enseigna et y fonda avec son mari la revue Orbe.
De retour à Bruxelles en 1945, elle donna à nouveau cours à l’université libre de Bruxelles où elle fut, de 1953 à 1962, professeur titulaire. L’Académie royale de langue et de littérature françaises de Belgique la reçut en son sein en 1953. En 1963, elle fut faite docteur honoris causa par la Sorbonne. Elle reçut en 1975 le prix Albert Counson.
L’Académie française lui décerne le prix Henri-Mondor en 1972 et 1978 pour l’ensemble de son œuvre.
Émilie Noulet était une amie de Paul Valéry depuis la fin des années 1920.

### Source
- (de) Cet article est partiellement ou en totalité issu de l’article de Wikipédia en allemand intitulé « Emilie Noulet » (voir la liste des auteurs).